# Przenośny uziemiacz ochronny
Przenośny uziemiacz ochronny – przyrząd służący do zabezpieczania miejsca pracy przy urządzeniach elektroenergetycznych sieciowych i stacyjnych. Umożliwia on połączenie z uziomem części urządzeń odizolowanych od ziemi i celowo odłączonych od napięcia. Uziemiacze są nakładane na urządzenie (np. przewody linii napowietrznej) bezpośrednio po stwierdzeniu braku napięcia. Do bezpiecznego połączenia i rozłączenia zacisków fazowych uziemiacza stosowane są uniwersalne drążki izolacyjne zakończone zaczepem manewrowym ZU, przeznaczonym do uziemiaczy przenośnych. 
Wyróżnia się uziemiacze jedno i trójfazowe.

## Przykłady
- Uziemiacz 3f ARCUS[1] firmy EFEN - przenośny uziemiacz przeznaczony jest do uziemiania rozłączników i podstaw bezpiecznikowych niskiego napięcia od wielkości 00 do 4a oraz gniazd systemu D z gwintami E27 i E33.